# کنتن مائه
کنتن مائه (فرانسوی: Kentin Mahé‎؛ زادهٔ ۲۲ مهٔ ۱۹۹۱) بازیکن هندبال اهل فرانسه است.